# Cơm Thingyan
Cơm Thingyan (tiếng Miến Điện: သင်္ကြန်ထမင်း, phát âm [ðəd͡ʑàɴ tʰəmɪ́ɴ], Thingyan htamin; tiếng Môn: ပုင်သင်္ကြာန်) là một món ăn truyền thống của người Môn trong ngày lễ Thingyan, Tết cổ truyền của người Myanmar. Cơm Thingyan được ngâm nước và thường ăn kèm gỏi cá ướp muối, được chần và chiên sơ với hành tây, cùng xoài chua hoặc quả thanh trà. Kế đến bày biện cho món này bằng loại ớt sừng nướng. Mặc dù cơm Thingyan vốn bắt nguồn từ người Môn, nhưng hiện nay món này khá thông dụng trên khắp vùng Hạ Miến Điện.
Người Thái cũng chuyển đổi món này thành ẩm thực miền Trung Thái Lan với tên gọi khao chae.